# Кольядо-Ермосо
Кольядо-Ермосо (ісп. Collado Hermoso) — муніципалітет в Іспанії, у складі автономної спільноти Кастилія-і-Леон, у провінції Сеговія. Населення — 160 осіб (2010).
Муніципалітет розташований на відстані близько 70 км на північ від Мадрида, 19 км на північний схід від Сеговії.

## Демографія
Динаміка населення (INE ):